# Liste d'exoplanètes de l'Autel
Voici une liste d'exoplanètes de l'Autel, constellation de l'hémisphère céleste sud. Elle recense les différentes planètes découvertes dans la constellation de l'Autel. Les planètes non-confirmées ou rejetées ayant été suffisamment notables pour avoir un article sont signalées en italique.
Pour les exoplanètes détectées uniquement par vitesses radiales, la valeur de la masse est en fait une limite inférieure, indiquée par le signe ≥ dans ce tableau (voir l'article Masse minimale pour plus d'informations).

## Planètes de la constellation australe de l'Autel
Les données de ce tableau ont pour source principale L'Encyclopédie des planètes extrasolaires de l’Observatoire de Paris.
| Étoile              | Nom et source  | Distance                    | Masse (MJ)        | Rayon (RJ) | Période (jours)               | Demi-grand axe (ua) | Temp. (K) | Découverte        | Découverte |      |
| Étoile              | Nom et source  | Distance                    | Masse (MJ)        | Rayon (RJ) | Période (jours)               | Demi-grand axe (ua) | Temp. (K) | Méthode           | Année      |      |
| ------------------- | -------------- | --------------------------- | ----------------- | ---------- | ----------------------------- | ------------------- | --------- | ----------------- | ---------- | ---- |
| CD-49 11404         | b,             | 922 ± 13 pc (∼3 010 al)     | ≥ 6,3 ± 0,5       |            | 734,0 ± 8,1 ~2,0 a            | 2,038 ± 0,039       |           | Vitesses radiales | Année      | 2018 |
| Gliese 674          | b              | 4,553 ± 0,001 pc (∼14,9 al) | ≥ 0,04            | 1,13       | 4,6944 ± 0,0018               | 0,039               |           | Vitesses radiales | 2007       |      |
| Gliese 676 A        | b              | 15,98 ± 0,01 pc (∼52,1 al)  | 6,7+1,8 −1,5      |            | 1 052,1 ± 0,4 ~2,9 a          | 1,812               |           | Vitesses radiales | 2009       |      |
| Gliese 676 A        | c              | 15,98 ± 0,01 pc (∼52,1 al)  | 6,8+32,2 −0,1     |            | 7 337+95 −92 ~20 a            | 6,6 ± 0,1           |           | Vitesses radiales | 2012       |      |
| Gliese 676 A        | d              | 15,98 ± 0,01 pc (∼52,1 al)  | ≥ 0,014 ± 0,002   |            | 3,6                           | 0,0413 ± 0,0014     |           | Vitesses radiales | 2012       |      |
| Gliese 676 A        | e              | 15,98 ± 0,01 pc (∼52,1 al)  | ≥ 0,036 ± 0,005   |            | 35,37 ± 0,07                  | 0,187 ± 0,007       |           | Vitesses radiales | 2012       |      |
| HD 152079           | b              | 88,07 ± 0,11 pc (∼287 al)   | ≥ 3 ± 2           |            | 2097 ± 930 ~5,7 ± 2,5 a       | 3,2 ± 2,1           |           | Vitesses radiales | 2010       |      |
| HD 154672           | b              | 63,22 ± 0,09 pc (∼206 al)   | ≥ 5,02 ± 0,17     |            | 163,91 ± 0,01                 | 0,6 ± 0.17          |           | Vitesses radiales | 2008       |      |
| HD 154857           | b              | 63,22 ± 0,08 pc (∼206 al)   | ≥ 2,24 ± 0,05     |            | 408,6 ± 0,5 ~1,1 a            | 1,291 ± 0,008       |           | Vitesses radiales | 2004       |      |
| HD 154857           | c              | 63,22 ± 0,08 pc (∼206 al)   | ≥ 2,58 ± 0,16     |            | 3 452 ± 105 ~9,5 ± 0,3 a      | 5,36 ± 0,09         |           | Vitesses radiales | 2014       |      |
| HD 156411 (Inquill) | b (Sumajmajta) | 55,66 ± 0,07 pc (∼182 al)   | ≥ 0,74+0.05 −0.04 |            | 842,2 ± 14,5 ~2,3 a           | 1,88 ± 0,04         |           | Vitesses radiales | 2009       |      |
| HIP 88399           | b              | 49,30 ± 0,06 pc (∼161 al)   | 6 ± 3             |            |                               | 8 ± 1               |           | astrométrie       | 2022       |      |
| Mu Arae (Cervantes) | b (Quichotte)  | 15,60 ± 0,02 pc (∼50,9 al)  | ≥ 1,676           |            | 643,25 ± 0,90 ~1,8 a          | 1,50 ± 0,02         |           | Vitesses radiales | 2000       |      |
| Mu Arae (Cervantes) | c (Dulcinée)   | 15,60 ± 0,02 pc (∼50,9 al)  | ≥ 0,03321         |            | 9,6386 ± 0,0015               | 0,090 94            |           | Vitesses radiales | 2004       |      |
| Mu Arae (Cervantes) | d (Rossinante) | 15,60 ± 0,02 pc (∼50,9 al)  | ≥ 0,5219          |            | 310,55 ± 0,83                 | 0,921               |           | Vitesses radiales | 2004       |      |
| Mu Arae (Cervantes) | e (Sancho)     | 15,60 ± 0,02 pc (∼50,9 al)  | ≥ 1,814           |            | 4 205,8 ± 758,9 ~11,5 ± 2,1 a | 5,235               |           | Vitesses radiales | 2006       |      |